# オールド・フレンズ・ジャパン
オールド・フレンズ・ジャパンは岡山県真庭市蒜山にある引退競走馬の繋養施設。

## 概要
リオデジャネイロ五輪馬場馬術日本代表選手の原田喜市が2020年9月に設立した引退競走馬を活用する施設。引退競走馬の繋養・公開を軸とする環境と新たな支援の仕組みづくりを行う。名称はアメリカの功労馬繋養施設であるオールドフレンズから使用許可を得て付けられた。

## 沿革
- 2020年9月 - 岡山県真庭市に一般社団法人オールド・フレンズ・ジャパンを設立
- 2021年4月 - オールド・フレンズ・ジャパンの活動を開始。

## 営業時間
- 8:00-16:00(5月-11月)[4]

## アクセス
- 米子空港から車で約60分。

## 代表者
原田喜市（はらだきいち）
- 蒜山ホースパーク代表
- リオデジャネイロオリンピック馬場馬術競技日本代表

## 主な繋養馬
- エイコーンパス (2009 騸) - 2015年中山大障害2着。2021年全日本内国産馬場馬術選手権7位。2021年4月より繋養[2][5]。
- サンリヴァル (2015) - 2018年皐月賞2着。2021年4月より繋養[2]。
- キャンベルジュニア (2012) - 2018年京王杯スプリングC2着。
- ティーハーフ (2010) - 2015年函館スプリントS。2021年4月より繋養[2][6]。
- メイショウテンシャ (2014) - 2017年神戸新聞杯8着。2021年引退競走馬杯馬場馬術競技3位。母メイショウベルーガ。2021年4月より繋養[2]。
- ダンビュライト (2014 騸) - 2018年アメリカジョッキークラブカップ、2019年京都記念優勝馬。2022年3月より繋養[7][8]。
- ジャガーメイル (2004) - 2010年天皇賞（春）優勝馬。2022年4月にノーザンホースパークから移動[9]。
- アロンダイト (2003) - 2006年ジャパンカップダート優勝馬。2022年4月にノーザンホースパークから移動[9]。
- キメラヴェリテ (2017) - 2019年北海道2歳優駿優勝馬。2022年5月より繋養[10][11]。
- メイケイダイハード (2015) - 2020年中京記念優勝馬。2022年5月より繋養[12][13]
- オーソクレース（2018） - GI2勝馬マリアライトの初仔。2020年ホープフルステークス2着、2021年菊花賞2着。2022年8月より繋養[14]
- ブライトエンブレム（2012）- 2014年札幌2歳ステークス優勝馬。2022年10月にノーザンホースパークから移動[15]。
- カレンミロティック（2008）- 2013年金鯱賞優勝馬。2023年12月にノーザンホースパークから移動[16]。
- モンドインテロ（2012）- 2019年ステイヤーズステークス優勝馬。2024年12月にノーザンホースパークから移動[17]。

過去の繋養馬
- デルタブルース (2001 騸) - 2004年菊花賞、2006年メルボルンカップ優勝馬。2021年10月にノーザンホースパークから移動[2][18]。2024年10月8日死亡。

## 周辺施設
- 蒜山ホースパーク
- ひるぜんジャージーランド